# Johann Friedrich Fasch
Pour les articles homonymes, voir Fasch.
Johann Friedrich Fasch est un compositeur, violoniste et organiste allemand, né à Buttelstädt près de Weimar le 15 avril 1688 et mort à Zerbst le 5 décembre 1758.

## Biographie
Johann Friedrich Fasch aborde la musique comme enfant de chœur (c'est-à-dire parmi les enfants chantant dans le chœur professionnel d'une église). Il est ensuite enrôlé par le maître de musique (le Kapellmeister) Johann Kuhnau dans le chœur de la célèbre Thomasschule (l'école municipale de l'église Saint-Thomas de Leipzig, dirigée plus tard par Jean-Sébastien Bach). Il étudie ensuite à l’université de Leipzig de 1708 à 1711. Sans avoir reçu de formation de compositeur au-delà de sa formation à Saint-Thomas à l'âge de l'adolescence, il commence à composer et sa réputation se fait si rapidement que son souverain lui commande des opéras en 1711 et 1712. C’est vers ces années que Fasch entreprend d’étudier la composition à Darmstadt avec Johann Christoph Graupner et Gottfried Grünewald. Il occupe par ailleurs quelques postes, notamment de violoniste à Bayreuth, d’organiste à Greiz et de maître de chapelle à la cour du comte Wenzel Morzin à Prague. En 1722, il accepte le poste de maître de chapelle de la cour à Zerbst, où il reste jusqu’à la fin de ses jours.

## Œuvre
Johann Friedrich Fasch compose dans presque tous les genres musicaux en vogue à son époque. Il est un compositeur respecté de tous, y compris de Jean-Sébastien Bach, qui copie plusieurs de ses ouvertures.
L’œuvre de Fasch réalise une transition entre les styles baroque et classique : d’après Gottfried Küntzel[Qui ?][réf. souhaitée], Fasch « développa le vocabulaire d’un nouveau langage musical sur une trame formelle traditionnelle ; dans certaines de ses œuvres tardives, il anticipa de manière tout à fait remarquable les idiomes — mais pas les structures formelles — utilisés ensuite par Gluck, Haydn et Mozart ».

### Musique vocale sacrée
- 12 cycles de cantates, en grande partie perdus (il ne reste qu’une cinquantaine de cantates, pour la plupart isolées)
- au moins une passion (Passion selon Brockes)
- 16 messes ou extraits de messes
- 7 psaumes + magnificat
- 9 autres pièces perdues

### Musique vocale profane
- 4 opéras, tous perdus[réf. souhaitée]
- nombreuses sérénades (dont il ne reste que deux : la première composée à l'occasion de l'anniversaire de Jean-Auguste d'Anhalt-Zerbst (1723) et l'autre composée à l’occasion de l’anniversaire de « Son Altesse Impériale la Grande Princesse », datée du 20 mai 1757)

### Musique instrumentale
- 96 ouvertures
- 68 concertos dont 33 concerti grossi
- 19 symphonies pour cordes et basse continue
- 18 sonates en trio (notamment la sonate en ut mineur pour 2 violons, clavecin et basse continue, FaWV N:c2, dont les deux premiers mouvements sont transcrits pour l'orgue par J.-S. Bach, BWV 585)

## Enregistrements
- 2003 : Concerti & Sinfoniae par le Main-Barockorchester Frankfurt (label Aeolus)
- 2008 : Oboe Concerti at the Dresden Court, œuvres de Johann Georg Pisendel, Johann Friedrich Fasch, Giuseppe Valentini et Johann David Heinichen par la Batzdorfer Hofkapelle avec Xenia Löffler au hautbois (Accent 24202)